# Jael (nombre)
Yael o Jael es un nombre neutro de origen hebreo, siendo un importante personaje femenino del libro de Jueces, en las Biblias judías y cristianas (en hebreo: יעל‎ con las variantes Yahel, Yaël, o Jaël) que significa Íbice de Nubia. El nombre de Yael tiene varios significados posibles: etimológicamente, procede del término jalaah significa íbice,  “cabra montesa”;  si bien algunos autores le dan una interpretación distinta y lo traducen como “el poder de Dios” o "fuerza de Dios". Es común en países como Estados Unidos, Israel y Reino Unido. 
El nombre aparece ya en el Antiguo Testamento: Yael o Jael es la heroína que mata a Sísara, comandante del ejército del rey Jabin de Canaán, para salvar a Israel. (libro de Jueces, 4).

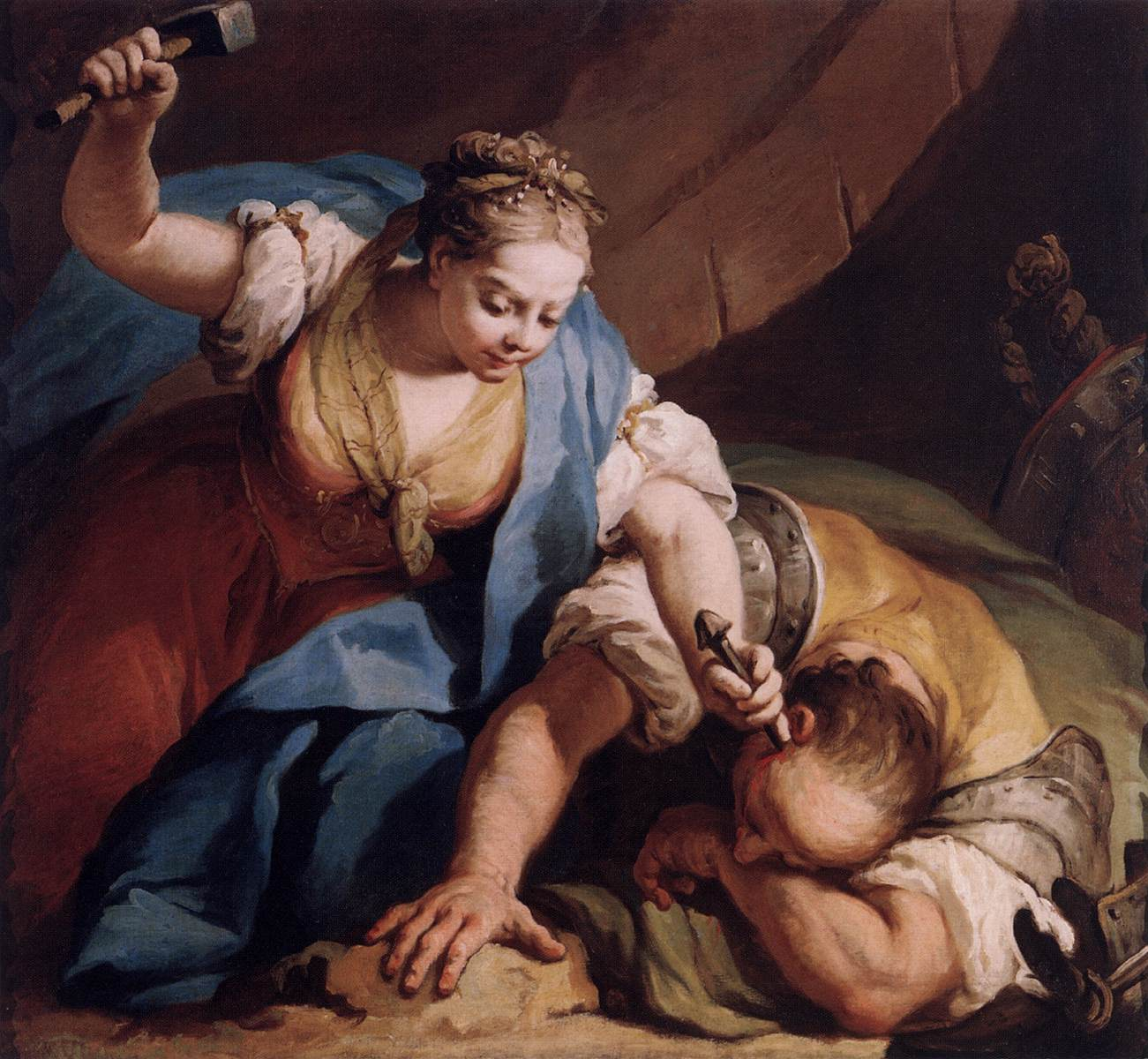

## Personas con este nombre
- Jael, heroína bíblica del antiguo Israel.
- Yael Arad, yudoca israelí.
- Yael Naim, cantante franco-israelí.
- Yael Unger, actriz uruguayo-chilena.
- Yahel Castillo, clavadista mexicano.

## Significado y origen
El nombre Yael, de origen hebreo, posee un rico trasfondo histórico y cultural. Tradicionalmente asociado con la naturaleza y la fuerza divina, refleja aspectos tanto físicos como espirituales.

## Uso en la cultura popular
El nombre Yael ha sido popularizado en diversos contextos culturales, incluyendo literatura, música y cine. Esta sección puede explorar cómo el nombre ha sido utilizado en obras de arte y entretenimiento, destacando su impacto y las variaciones en su interpretación.

## Variantes jahel
Existen diversas variantes del nombre Yael, que incluyen Yahel, Yaël, y Jaël, reflejando la diversidad en la pronunciación y escritura a través de diferentes culturas y lenguas.
- Datos: Q8046631
- Multimedia: Yael (given name) / Q8046631